# Sibanicú
Koordinaten: 21° 14′ N, 77° 31′ W
Sibanicú ist ein Municipio und eine Stadt in der kubanischen Provinz Camagüey.

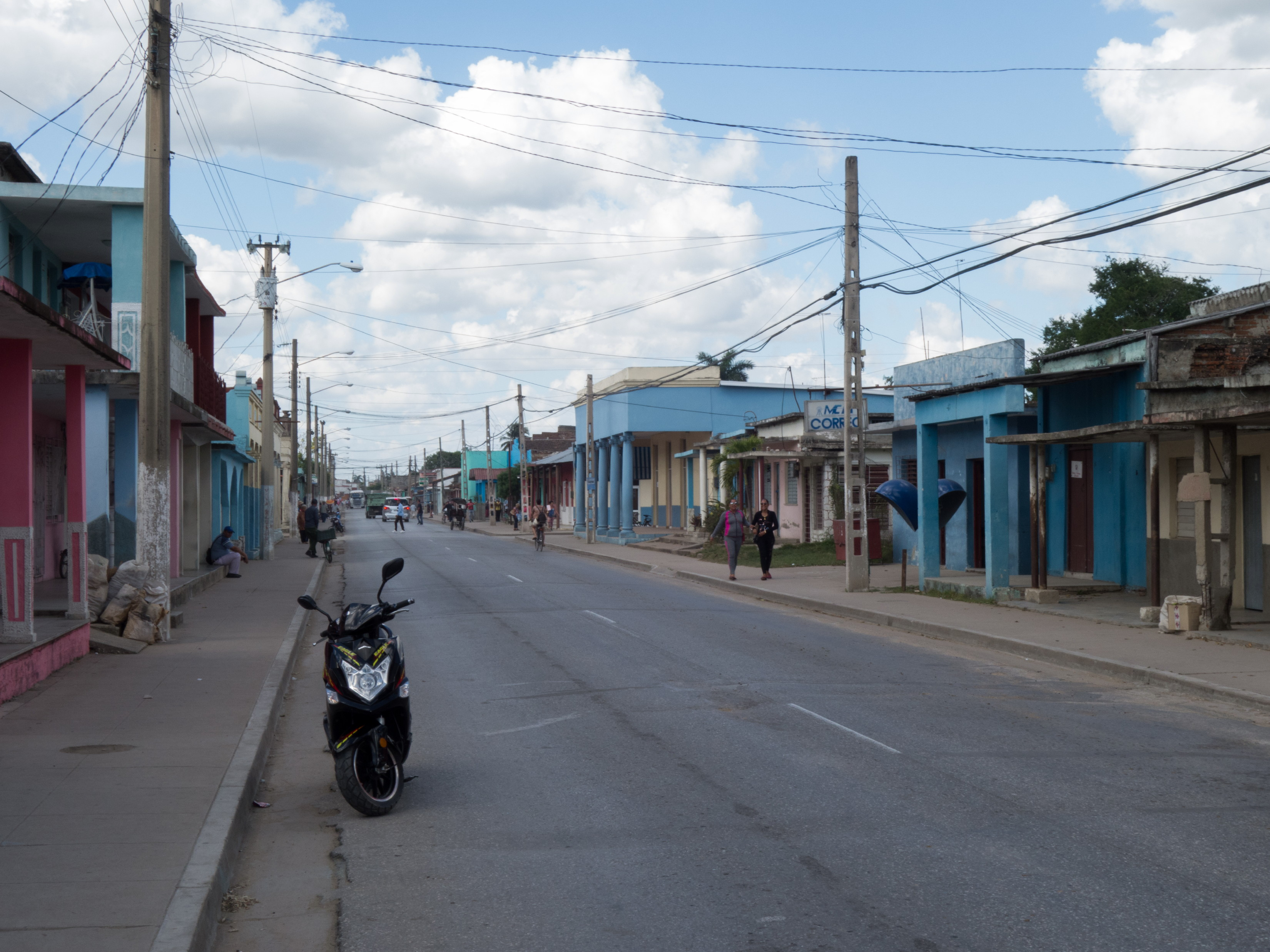

## Demographie
2004 zählte die Gemeinde Sibanicú 31.117 Einwohner. Mit einer Gesamtfläche von 736 km² besitzt die Stadt eine Bevölkerungsdichte von 42,3 Einwohner/km².